# نانسي فييرا
نانسي فييرا (بالفرنسية: Nancy Vieira)‏ هي مغنية سنغالية، ولدت في 1975 في غينيا بيساو.